# Wilde Oscar
Wilde Oscar (nascido em 8 de abril de 1967, em Burnham) é uma ex-ator pornográfico, e conhecido por ser casado e com frequentemente ter performado em cenas com a atriz pornô inglesa Nici Sterling.

## Prêmios
- 1998 AVN Award – Best Supporting Actor (Filme) – Doin' the Ritz
- 2001 AVN Award – Best Supporting Actor (Vídeo) – West Side[2]